# Анджей Вощик
Анджей Стефан Вощик (1935—2011) — польський астроном, фахівець з астрофізики, президент Польського астрономічного товариства (1999—2007), головний редактор журналів «Postępy Astronomii» (1995—1997) і «Urania — Postępy Astronomii» (1998—2011), завідувач відділу астрономії та астрофізики Університету Миколая Коперника в Кракові.

## Біографія
У 1951 році він закінчив середню школу в Серпці та почав вивчати астрономію в Університеті Миколая Коперника в Торуні. Серед його лекторів були Владислав Дзєвульський та Вільгельміна Івановська. У 1955 році після закінчення навчання почав працювати в цьому університеті. У 1957—1959 роках він проходив стажування в Інституті астрофізики Льєжського університету під керівництвом Пола Свінгса. Результатом проведених там досліджень стала докторська дисертація «Аналіз спектра комети 1957 d (MRKOS) в спектральному діапазоні 4737-6882 Å», захищена в Університеті Миколая Коперника в 1962 році під керівництвом Вільгельміни Івановської. У 1971 році зробив габілітаціюю на основі дисертації «Атмосферний тиск і рельєф Марса в світлі аналізу інфрачервоних діапазонів CO2». Вчене звання професора фізичних наук отримав у 1984 році.
Був членом астрономічного комітету Польської академії наук і астрофізичного комітету Польської академії знань. З 2003 року до смерті був президентом Наукового товариства в Торуні. У 1999—2007 роках був президентом Польського астрономічного товариства. У 1971—1976 роках був заступником директора Інституту астрономії Університету Миколая Коперника, потім директором і завідувачем відділу астрономії та астрофізики на факультеті фізики, астрономії та прикладної інформатики. Два терміни був членом сенату університету.
Він був головним редактором журналу «Postępy Astronomii» (1995—1997), а потім «Urania — Postępy Astronomii» (1998—2011).

## Відзнаки та нагороди
- У 2007 році нагороджений медаллю імені Влодзімежа Зонна за популяризацію знань про Всесвіт.
- На його честь названо астероїд (14382) Вощик